# Eugenia subherbacea
Eugenia subherbacea là một loài thực vật có hoa trong Họ Đào kim nương. Loài này được A.Chev. mô tả khoa học đầu tiên năm 1911.